# InBev
Tập đoàn InBev (tên cũ là Interbrew), có xuất xứ từ Bỉ, là tập đoàn lớn nhất thế giới về sản xuất bia.
Năm 2008, InBev mua Anheuser-Busch với giá 52 tỉ USD, lập thành Anheuser-Busch InBev, trở thành một trong 5 hãng sản xuất sản phẩm tiêu thụ hàng đầu thế giới.

## Thông số kinh doanh
Hiện nay, tập đoàn InBev có khoảng 89 ngàn công nhân viên trong 30 quốc gia tại châu Âu, châu Mỹ và châu Á. 
Trụ sở chính của tập đoàn đặt tại Leuven (gần Brussel, Bỉ. Ngoài những nhãn hiệu Bia nổi tiếng thế giới như Beck's, Stella Artois và Bass, InBev sở hữu trên 200 nhãn hiệu khác được bán tại trên 130 quốc gia . Năm 2007, hãng đã có thể tăng số tiền lời (chưa thuế) lên 26,1% nữa thành 5,324 tỉ € (với số tiền bán thu được là 14,43 tỉ Euro) , nhờ phát triển thị trường tại Mỹ Latinh và Đông Âu. Ngày 13 tháng 7 năm 2008, Anheuser-Busch - nhà sản xuất bia lớn nhất nước Mỹ - đã đồng ý sáp nhập với Inbev, với giá 52 tỷ đôla. Với sự sáp nhập này, InBev sẽ kiểm soát một phần ba thị trường rượu bia cả thế giới và doanh số hàng năm có thể đạt 36 tỉ Mỹ kim .

### Lịch sử

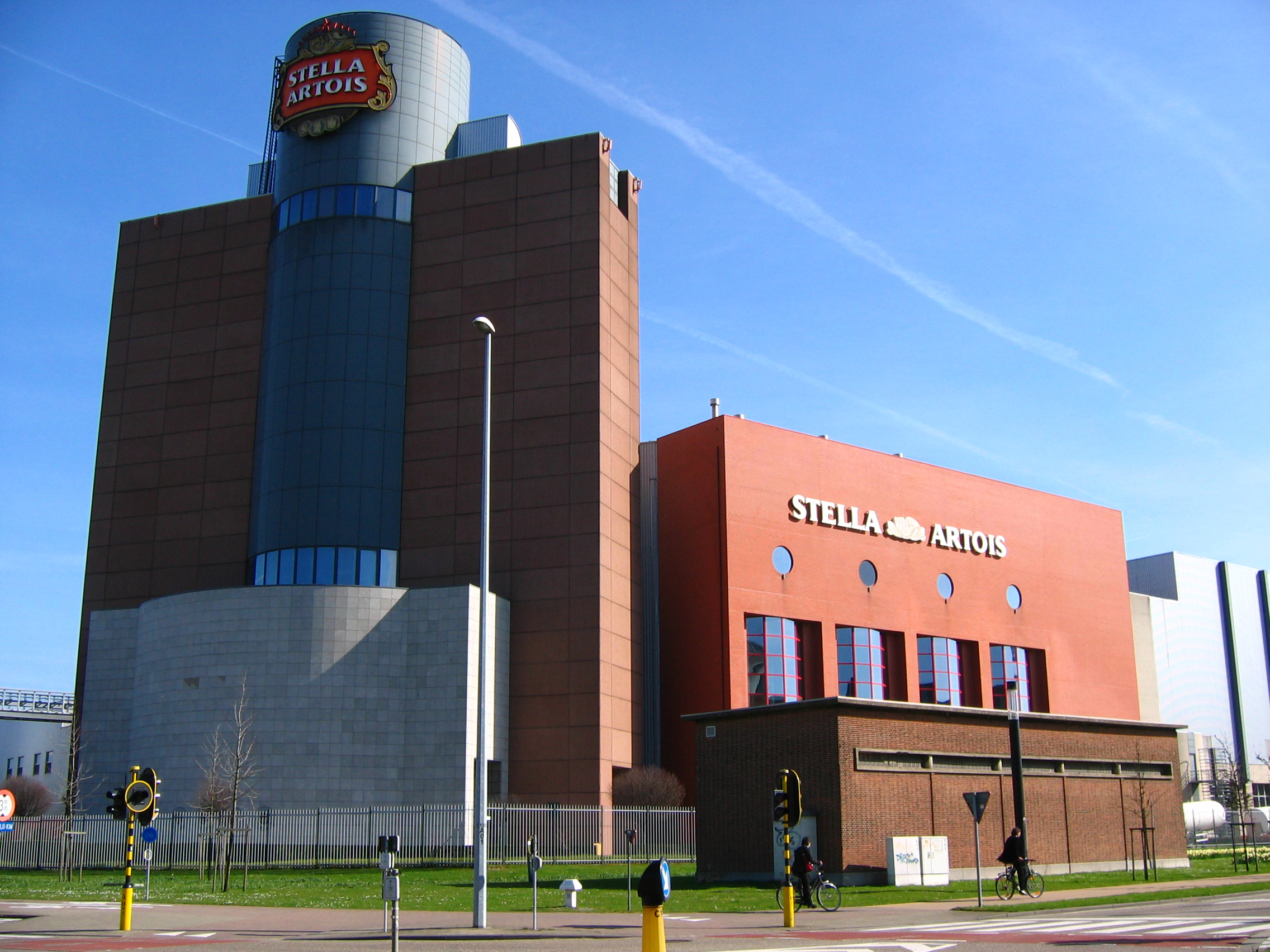
Hãng bia Stella Artois của InBev tại Bỉ

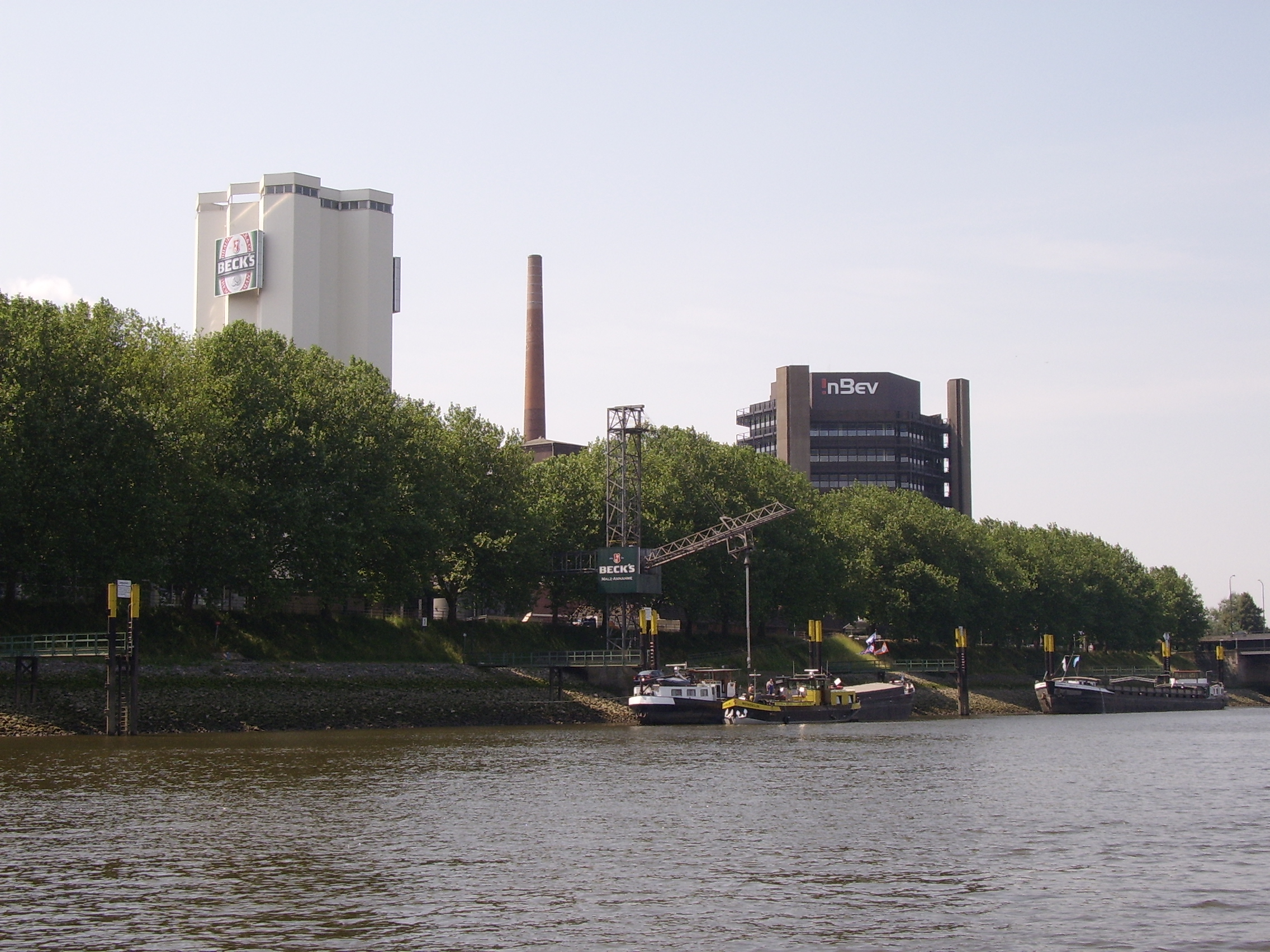
Hãng sản xuất Beck và InBev tại Bremen

Tại các nước Âu Mỹ có rất nhiều hãng bia và khách hàng ruột thường gắn bó với những thương hiệu quen thuộc. Để tiếp thị một thương hiệu mới thường là rất khó hoặc là tốn nhiều tiền của và công sức. Một cách dễ dàng hơn để thâm nhập một thị trường mới là tiếp thu hoặc liên kết với những hãng bia đã có sẵn tại bản xứ và từ đó phát triển thêm. InBev cũng đã dùng cách tiếp thu hoặc thu mua các thương hiệu cùng ngành để phát triển và tìm kiếm thị trường mới.
- 1366 thành lập hãng Den Hoorn (Bỉ)
- 1717 Den Hoorn bị Sebastien Artois thu mua và đổi tên là „Artois".
- 1952 Artois tiếp thu Leffe (Bỉ).
- 1968 Artois tiếp thu Dommelsch (Hòa Lan).
- 1970 Artois tiếp thu Motte Cordonier (Pháp).
- 1984 Piedboeuf tiếp thu Lamot (Bỉ).
- 1987 Artois và Piedboeuf (Bỉ) liên kết, và thành lập Interbrew.
- 1989 tiếp thu Hoegaarden (Bỉ)
- 1990 tiếp thu Belle-Vue (Bỉ)
- 2000 Lên sàn chứng khoán
- 2002 tiếp thu Diebels, Beck's, Gilde, Hasseröder (Đức)
- 2003 tiếp thu tập đoàn Spaten-Löwenbräu-Gruppe (Franziskaner,...) (Đức)
- 2004 tiếp thu tập đoàn Dinkelacker-Gruppe (Đức)
- 2004 tiếp thu Zhejiang Shiliang Brewery Company Ltd. (Trung quốc)
- 2004 Kết hợp với AmBev (Brasil) để trở thành InBev, lớn nhất trên thị trường thế giới
- 2008 tiếp thu Anheuser-Busch, hãng bia lớn nhất (Hoa Kỳ)
  - Beck's (Đức)

### Nhãn hiệu khác
(chưa tính những thương hiệu của Anheuser-Busch và những công ty liên kết)
Alexander Keith’s, Arcener, Astika, Atlas, Au Bureau, Bagbier, Baisha, Barbican, Bars & Co, Bavaria, Beck's, Belgian Beer Café, Belle-Vue, Beowulf, Bergenbier, Bergenbräu, Bivaly, Black Label, Blue Star, Boddingtons, Boomerang, Borostyan, Borsodi, Bozicno Pivo, Branik, Breda Royal, Brewmaster, Brussels Café, Burgasko, Cafri, Campbell’s, Caraiman, Cass, Cave à Bières, Chernigivske, Classe Royale, Club, Crystal, C.T.S. Scotch, De Neve, Diebels, Diebels Pils, Diekirch, Dimix, Dommelsch, Double Deer, D-Pils, Dutch Gold, Dyle, Elfde Gebod, English Ale, Flowers, Franziskaner, GB Lager, Gilde, Gilde Ratskeller, Ginder Ale, Gold Label, Gouden Hoorn, Haake-Beck, Hasseröder, Heldenbrau, Hertog Jan, Hetman, Hopfen König Horse Ale, Hougaerdse Das, Huaxin, Jack-Op, Jaeger, Janneke, Jelen Pivo, Jinling, Jinlongquan, Jockey Club, Julius, Jupiler, K, KK, Kaiser Pils, Kamenitza, Klinskoe, Kloster, Kokanee, Kootenay, Krüger, Kwak, Labatt, Labatt Wildcat, La Becasse, Lindener Spezial, Loburg, Loyalhanna Pennsylvania Lager Lucky, Löwenbräu, Lutèce, Lüttje Lagen, Mackeson, Mestan, Mingzhou, Monastyrske, Mousel, Nashe, Nik, Niksicko, Ningbo, Nordic, Noroc, OB, Oland’s, Old Mick’s, Oranjeboom, Ostravar, Ožujsko Pivo, Palten, Peeterman, Permskoe Gubernskoe, Piedboeuf, Pikur, Pils Light, Pilsor, Piterskoe, Piyotr Veliky, Pleven, Premier, Putuoshan, Rallye, Rifey, Rock Bock, Rock Green Light, Rogan, Rolling Rock, Royal Dutch Post Horn, Safir, Santai, Sanwald, Schooner, Sernia, Spaten, Sibirskaya Korona, Siegel Kloster Weizenbier, Slavena, Stella Artois, Sterling, St. Pauli Girl, Supra Pils, Taller, Tennent's, Three Horses, Tolstiak, Tomislav Pivo, Tradytsiyne, Trophy, Vega, Velvet, Verboden Vrucht, Veselyi Monakh, Vézelise, Vieux Temps, Viking, Volzhanin, Vratislav, Whitbread, White Label, Wiel’s Pils, Wilkenburger, Winchester, Xuebao, Yali, Yantar, Yizhou, Zhujiang, Zizhulin, Zolotoi kovsh